# Jarana jarocha

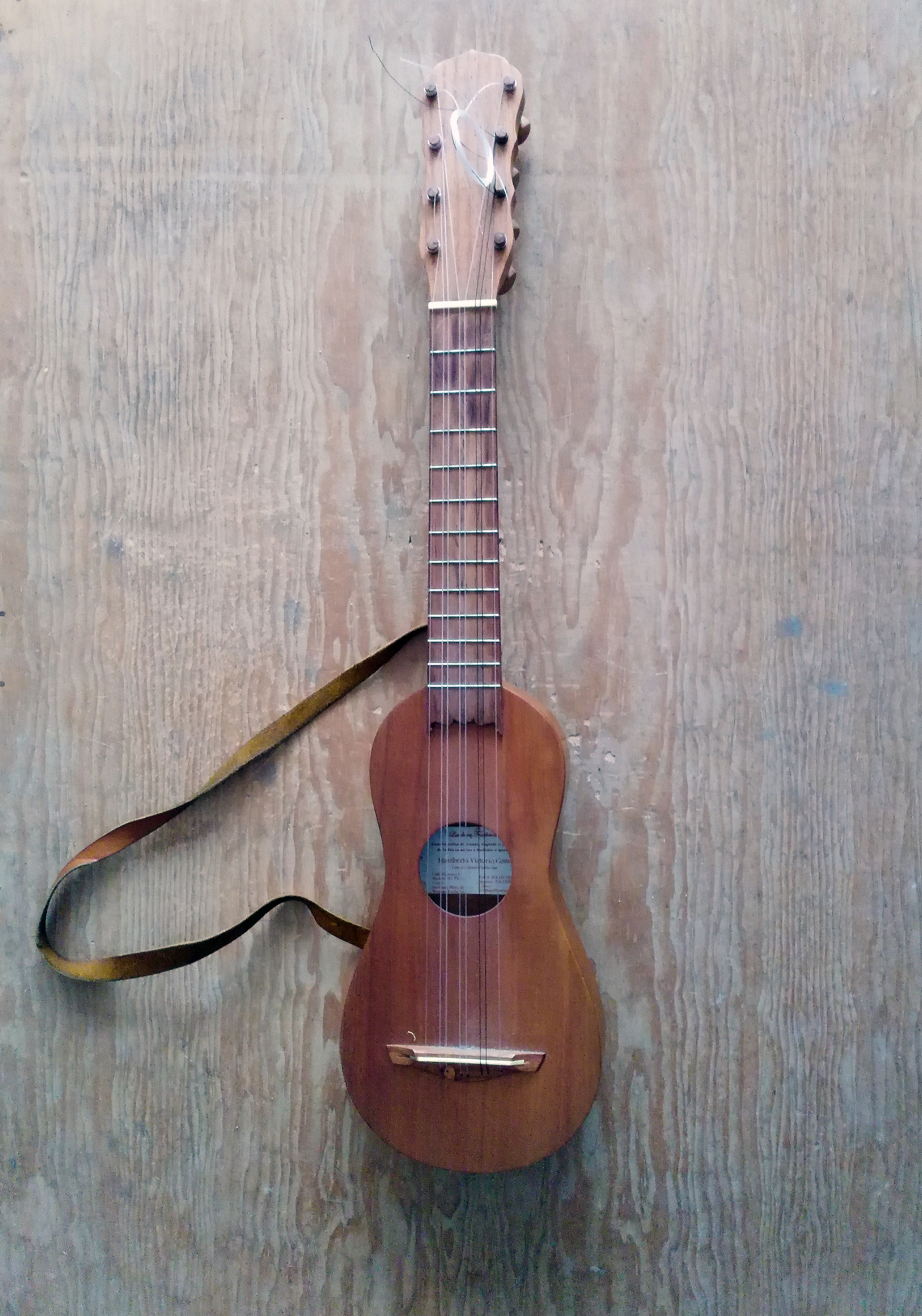
Fotografía de una jarana jarocha actual, en este caso una hecha en Santiago Tuxtla.

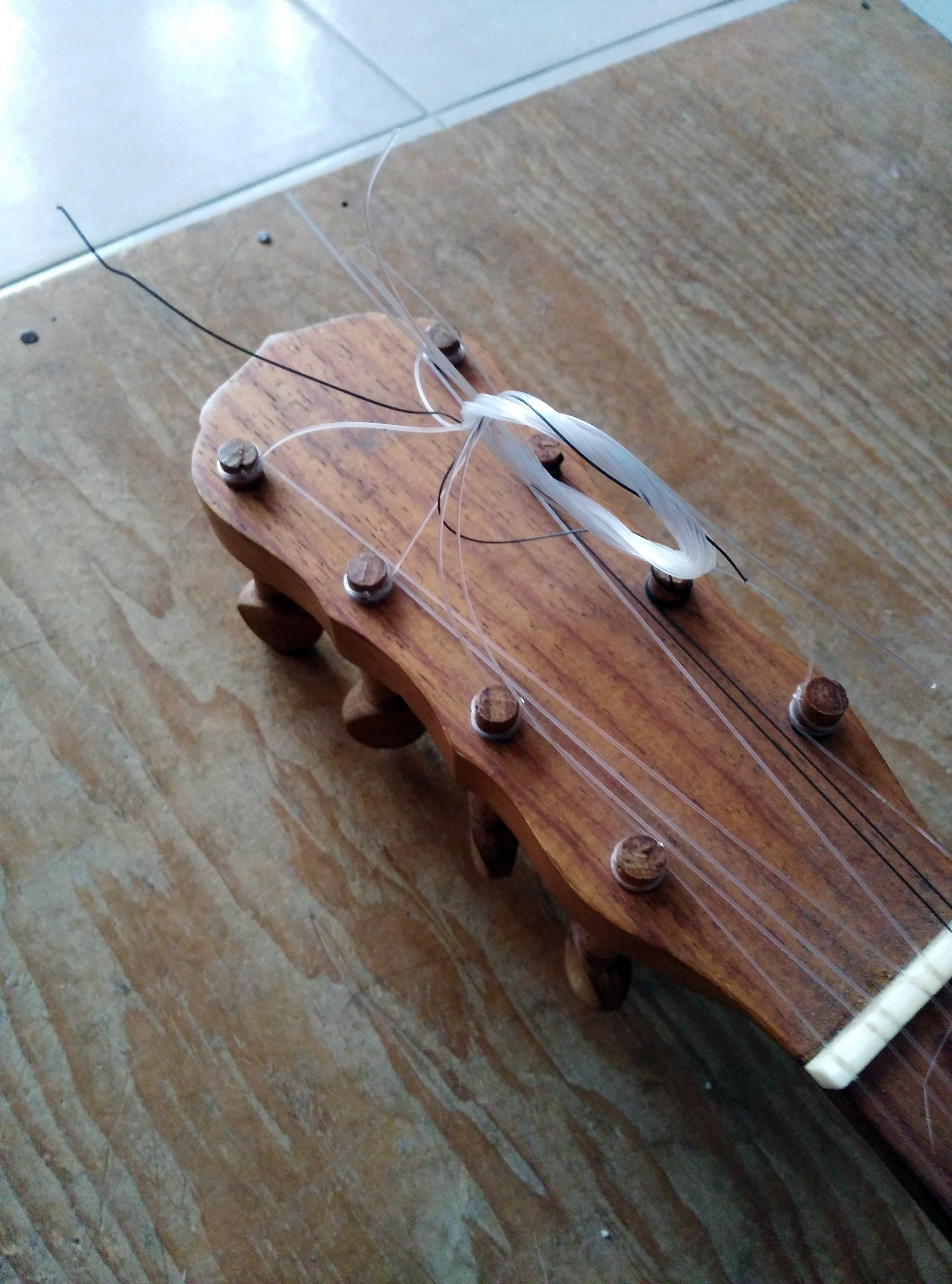
Detalle de la cabeza de una Jarana jarocha actual. Se notan las clavijas.

La jarana jarocha es un Instrumento musical de cuerda pulsada de 8 órdenes y rasgueada utilizado en el Son jarocho de Veracruz, México. Al igual que el cuatro venezolano, la Jarana huasteca y la mejorana panameña, desciende directamente de la guitarra barroca de cinco órdenes, lo que se evidencia en los métodos constructivos, variedad de tamaños, tesituras, encordado, afinaciones y las formas de tocar el instrumento.
Dentro del conjunto jarocho, lleva la armonía y se ejecuta con rasgueos sincopados. Existe en una gran variedad de tamaños y registros, lo que permite enriquecer el timbre del grupo. Por sus dimensiones, se clasifican en: jarana tercera de 80-100 cm, segunda (70-80 cm), primera (55-70 cm), mosquito (menor de 50 cm) y por último la más pequeña, llamada chaquiste, de unos 30-40 cm. La encordadura está compuesta por cinco órdenes de cuerdas de los cuales los tres centrales son dobles. Tradicionalmente se construye a partir de una pieza única de cedro rojo, a la que se le agregan la tapa, el puente y la cubierta del diapasón.

## Sonido y afinación
Aunque lo más probable es que se afinara como las guitarras barrocas en octavas (misma nota con distinta altura), existen varias afinaciones. La más popular es la llamada por cuatro en diversos tonos (sol-do-mi-la-sol, do-fa-la-re-do y re-sol-si-mi-re - aunque la octava en la que están las notas cambia dependiendo del tamaño de la jarana -). Las cuerdas dobles pueden ser octavadas o unísonos. Otras afinaciones son Cruzado o variación, moderna, por bandola y chinanteco.
Tabla que muestra la afinación en Do (Sol, Do, Mi, La, Sol) también llamada por cuatro en notación inglesa de los 12 primeros trastes:
Se ordena de la primera cuerda de arriba hacia abajo.
| Cuerda  | 1.er traste | 2.º traste | 3.er traste | 4.º traste | 5.º traste | 6.º traste | 7.º traste | 8.º traste | 9.º traste | 10.º traste | 11.er traste | 12.º traste |
| ------- | ----------- | ---------- | ----------- | ---------- | ---------- | ---------- | ---------- | ---------- | ---------- | ----------- | ------------ | ----------- |
| I - G   | Sol#        | La         | La#         | Si         | Do         | Do#        | Re         | Re#        | Mi         | Fa          | Fa#          | Sol         |
| II - C  | Do#         | Re         | Re#         | Mi         | Fa         | Fa#        | Sol        | Sol#       | La         | La#         | Si           | Do          |
| III - E | Fa          | Fa#        | Sol         | Sol#       | La         | La#        | Si         | Do         | Do#        | Re          | Re#          | Mi          |
| IV - A  | La#         | Si         | Do          | Do#        | Re         | Re#        | Mi         | Fa         | Fa#        | Sol         | Sol#         | La          |
| V - G   | Sol#        | La         | La#         | Si         | Do         | Do#        | Re         | Re#        | Mi         | Fa          | Fa#          | Sol         |

## Tamaños
Tamaños de menor a mayor: chaquiste, mosquito, primera, segunda, tercera, tercerola. Entre ellas se incluyen también la jarana requinto, guitarra de jarana, y leona.

## Uso de la jarana fuera del son jarocho
Antes de un resurgimiento de la música jarocha en los años noventa del siglo pasado y de su popularización en la Ciudad de México, algunos grupos de rock o rap mexicanos y californianos, como Café Tacvba o Caifanes, han incluido la jarana en algunas de sus grabaciones, al igual que Lila Downs en varias de sus canciones más recientes.

## Instrumentos relacionados
- Vihuela
- Leona
- Requinto jarocho
- Jarana huasteca
- Cuatro (instrumento musical)
  - Cuatro venezolano
  - Cuatro puertorriqueño
  - Mejoranera panameña
- Guitarra barroca
- Timple canario
- Ukelele